# Dodge Aries

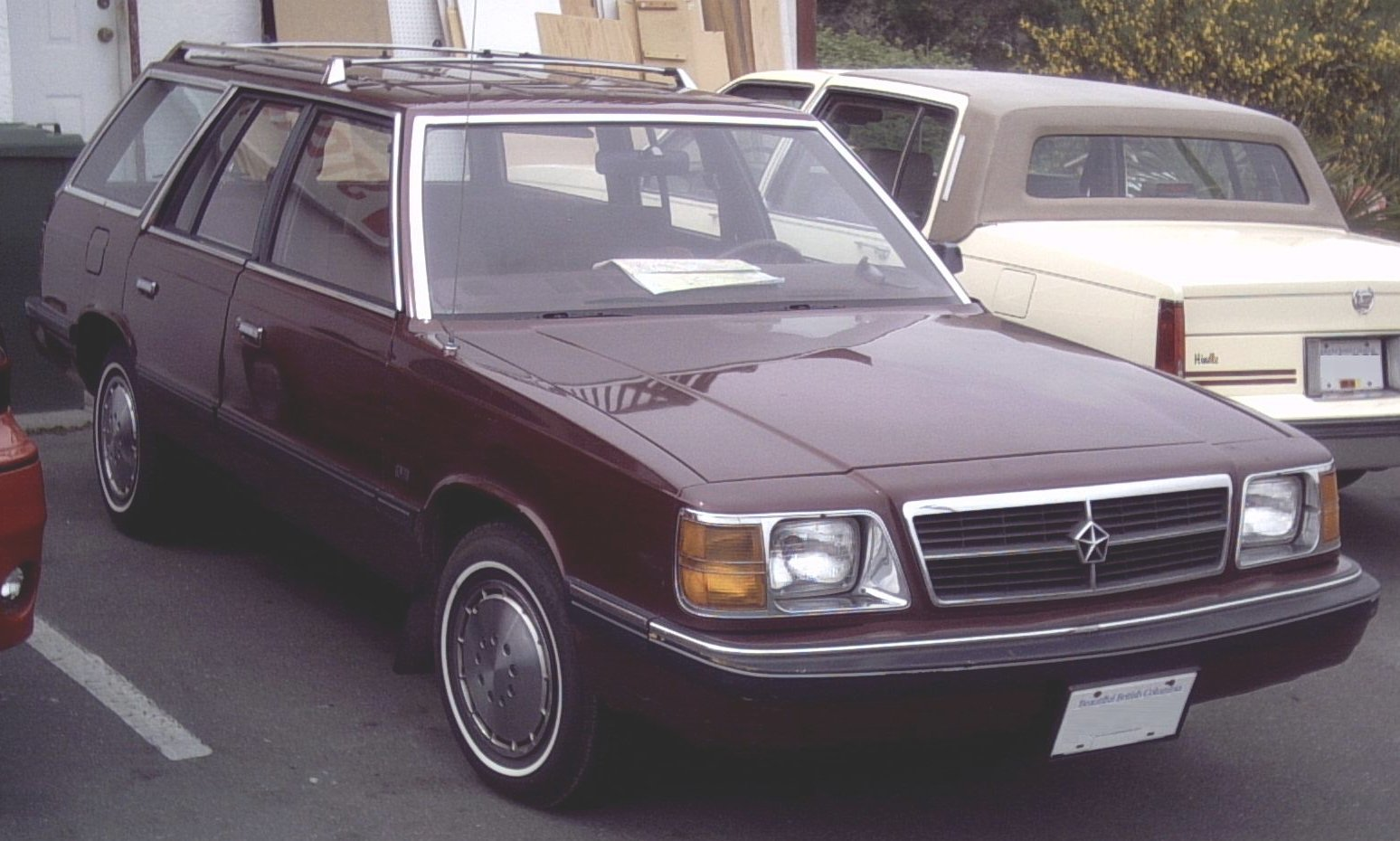
Kombi

Der Dodge Aries war ein von dem US-amerikanischen Automobilhersteller Dodge von 1980 bis 1989 angebotener Wagen der Mittelklasse mit Frontantrieb.
Der Aries debütierte zum Modelljahr 1981 als Nachfolger des heckgetriebenen Dodge Aspen. Er basierte auf der neuen K-Plattform von Chrysler und war damit das Schwestermodell von Plymouth Reliant und Chrysler LeBaron. 
Im Vergleich zum Aspen fiel der Aries über 60 cm kürzer, 300 bis 450 Kilogramm leichter und wesentlich sparsamer aus; dennoch bot er nicht weniger Innenraum als der Vorgänger.

## Modellgeschichte
Zum Modelljahr 1981 präsentierte Dodge den neuen Aries als Coupé, Limousine und Kombi in den Ausstattungsversionen Basis, Custom und Special Edition. Vom Plymouth Reliant unterschied er sich lediglich durch die Embleme und einen markentypischen, leicht vorgesetzten Kühlergrill mit vier waagerechten Chromstäben. Als Antrieb dienten entweder ein von Chrysler gebauter 2,2-l-Reihenvierzylinder mit elektronischem Vergaser, wahlweise mit manuellem Vierganggetriebe oder Automatik sowie ein von Mitsubishi übernommener 2,6-l-Reihenvierzylinder mit Ausgleichswellen, der ausschließlich mit Automatikgetriebe angeboten wurde.
1982 gab es gegen Aufpreis ein Cabriolet Roof mit einem Vinyldach, das wie ein aufgespanntes Cabrio-Verdeck aussah. Von der Cabriolet-Version wurde jedoch nur 86 Exemplare bestellt.
Custom Coupé und Custom Limousine entfielen zum Modelljahr 1983, den Custom Kombi gab es weiterhin. Die Leistung des 2,2-Liters wurde auf 95 PS angehoben, und auf Wunsch konnte der kleinere Vierzylinder auch mit einem Fünfganggetriebe, das über Seilzüge betätigt wurde, geordert werden.
Ab dem Modelljahr 1984 prangte auf der Mitte des Kühlergrills das Chrysler-Konzernemblem, der fünfzackige, Pentastar genannte, Stern. Die Mitsubishi-Maschine leistete auf Grund von Modifikationen am Vergaser nun 102 PS.
Ab 1985 war der Aries wieder in drei Ausstattungsstufen lieferbar: in der Basis-Version (nicht als Kombi), als SE und LE. Zugleich erfuhr er ein Facelift mit einem nun geneigten, breiteren Kühlergrill und vergrößerten, auch seitlich sichtbaren, Blinkern sowie ebenfalls vergrößerten Heckleuchten. Der 2,2-Liter leistete jetzt 97 PS.
Ab dem Modelljahr 1986 wurde der Aries-Schriftzug am Heck um ein großes K ergänzt. Das Vierganggetriebe war nicht länger lieferbar; Basisantrieb war der jetzt eingespritzte 2,2-Liter mit Fünfganggetriebe. Den 2,6-Liter von Mitsubishi ersetzte ein hauseigener 2,5 l-Reihenvierzylinder, der grundsätzlich mit einem Automatikgetriebe kombiniert war.
1987 entfiel die SE-Ausstattung, und erstmals waren anstelle der Sitzbank vorne Einzelsitze serienmäßig, wodurch sich die Zahl der Sitzplätze von 6 auf 5 reduzierte.
Wie beim Dodge Omni im Vorjahr gab es ab dem Modelljahr 1988 auch beim Aries nur noch eine Ausstattungsstufe, Aries America genannt. Die Zahl der Extras wurde reduziert, der Preis von 7655 auf 6995 Dollar gesenkt.
1989 wurde der Kombi nicht mehr angeboten und im Sommer die Aries-Fertigung komplett eingestellt. Vom Dodge Aries entstanden insgesamt 972.000 Exemplare.

## Motoren
- 2,2 l Vierzylinder-Reihenmotor (62,5–71 kW)
- 2,5 l Vierzylinder-Reihenmotor (74,2 kW)
- 2,6 l Vierzylinder-Reihenmotor (68–75 kW)